# Damas-aux-Bois
Damas-aux-Bois település Franciaországban, Vosges megyében. Lakosainak száma 273 fő (2022. január 1.). Damas-aux-Bois Langley, Moriville, Portieux, Rehaincourt, Essey-la-Côte, Saint-Boingt, Saint-Rémy-aux-Bois, Essegney és Haillainville községekkel határos.

## Népesség
A település népességének változása:
| Lakosok száma | 266  | 268  | 274  | 268  | 269  | 271  | 272  | 272  | 273  |
|               | 2013 | 2015 | 2016 | 2017 | 2018 | 2019 | 2020 | 2021 | 2022 |